# Orthaga thyrisalis
Orthaga thyrisalis es una especie de polilla de la familia Pyralidae. Fue descrita por primera vez por Francis Walker en 1859.
Se encuentra en Australia.